# Lohnsteuerbescheinigung

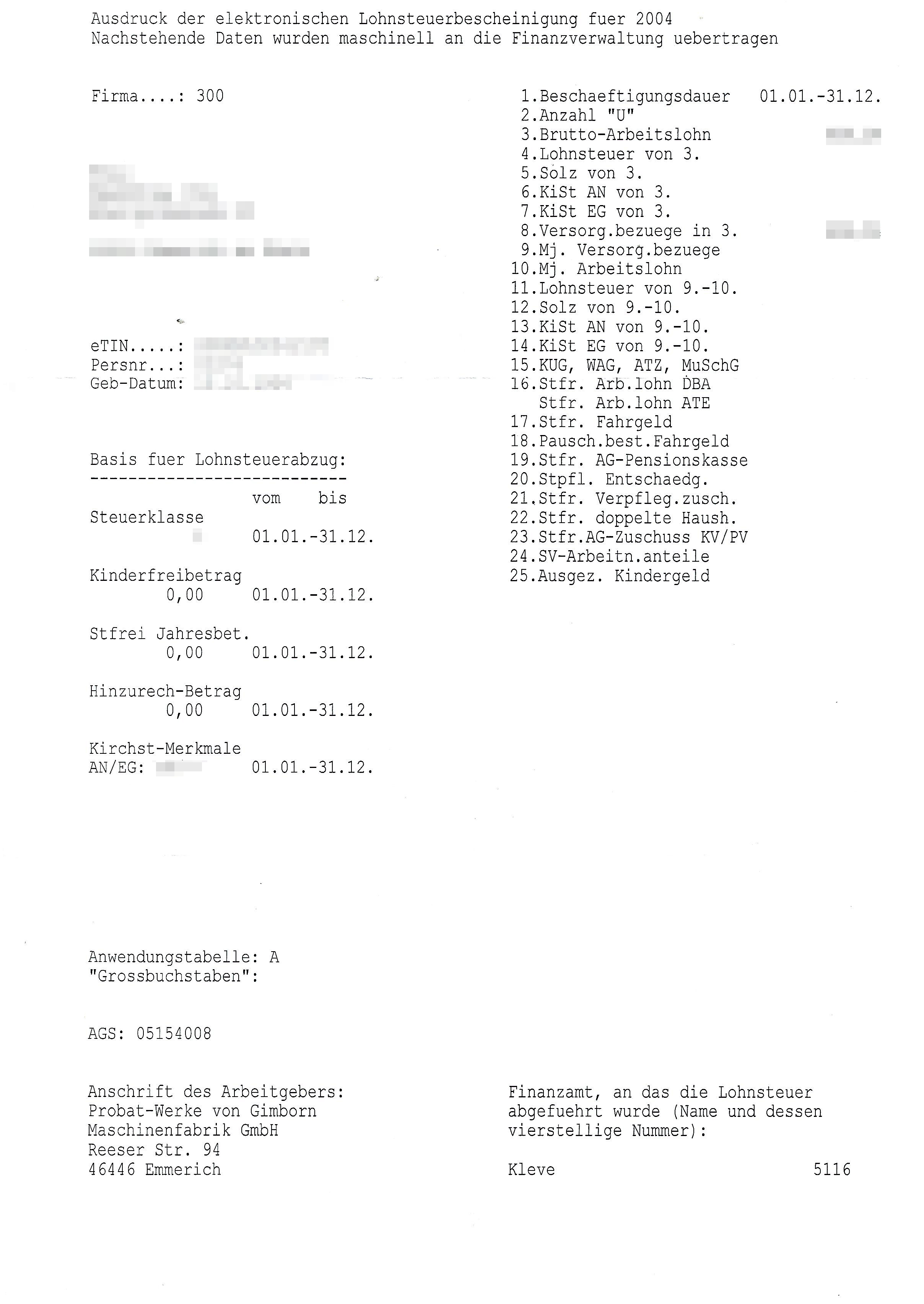
Elektronische Lohnsteuerbescheinigung 2004

Die Lohnsteuerbescheinigung ist im Personalwesen eine zu den Arbeitspapieren gehörende Bescheinigung, die der Arbeitgeber nach Ablauf eines Kalenderjahres, spätestens bis zum letzten Tag des Monats Februar des Folgejahres, der Finanzverwaltung auf elektronischem Weg nach Maßgabe des § 93c Abgabenordnung (AO) mit bestimmten Daten übermitteln muss.

## Inhalt
Insbesondere sind gemäß § 41b EStG folgende Angaben zu übermitteln (elektronische Lohnsteuerbescheinigung LStB):
- Beschäftigungsdauer,
- steuerpflichtigen Bruttoarbeitslohn (einschließlich Sachbezüge),
- einbehaltene Lohnsteuer, Kirchensteuer und Solidaritätszuschlag,
- Beiträge zur gesetzlichen Rentenversicherung, Krankenversicherung, Pflegeversicherung und Arbeitslosenversicherung,
- Kurzarbeitergeld, Schlechtwettergeld, Winterausfallgeld, Zuschuss zum Mutterschaftsgeld,
- bestimmte steuerfreie Arbeitgeberleistungen.

Der Arbeitgeber kann nach § 72a Abs. 3 AO bei nicht oder fehlerhaft erfolgter Übermittlung für entgangene Steuern haftbar gemacht werden. Zudem müssen in einer gesonderten Zeile diverse Großbuchstaben ausgewiesen werden, sofern die jeweiligen Eintragungsbedingungen vorliegen:
- Der Großbuchstabe {\displaystyle F} ist für steuerfreie Sammelbeförderungen zur ersten Arbeitsstätte nach § 3 Nr. 32 EStG einzutragen.
- Der Großbuchstabe {\displaystyle S} ist nach § 41 Abs. 1 Satz 6 EStG einzutragen, sofern der Arbeitgeber die Lohnsteuer von einem sonstigen Bezug im ersten Dienstverhältnis berechnet hat und dabei der Arbeitslohn aus früheren Dienstverhältnissen des Kalenderjahres außer Acht geblieben ist.
- (Ab 2013 mit Übergangsregelung bis 2017): Der Großbuchstabe {\displaystyle M} muss nach § 41b Abs. 1 Satz 2 Nr. 8 EStG ausgewiesen werden, wenn ein Arbeitnehmer während einer Auswärtstätigkeit Mahlzeiten zur Verfügung gestellt bekommen hat.[1]

Der Arbeitgeber hat dem Arbeitnehmer einen Ausdruck der elektronischen Lohnsteuerbescheinigung mit Angabe der lohnsteuerlichen Ordnungsmerkmale auszuhändigen oder elektronisch bereitzustellen.
Ein Arbeitgeber, der ausschließlich Arbeitnehmer im Rahmen einer geringfügigen Beschäftigung in seinem Privathaushalt im Sinne des § 8a SGB IV beschäftigt und über keine maschinelle Lohnabrechnung verfügt, hat anstelle der elektronischen Lohnsteuerbescheinigung eine Lohnsteuerbescheinigung nach amtlich vorgeschriebenem Muster auszustellen.

## Sonstiges
Die Lohnsteuerbescheinigung ist ein Beweismittel für den Lohnsteuerabzug, wie er tatsächlich stattgefunden hat. Sie dient nicht dem Nachweis des Lohnsteuerabzugs, wie er hätte durchgeführt werden müssen. Etwaige Fehler beim Lohnsteuerabzug können im Rahmen der Einkommensteuerveranlagung berichtigt werden. Eine abweichende Einkommensteuerveranlagung ist durch eine unrichtige Lohnsteuerbescheinigung nicht ausgeschlossen, da dieser lediglich eine widerlegbare Beweiswirkung bei der Veranlagung zukommt. Eine Bindungswirkung kommt ihr nicht zu.